# HLW Braunau
Die HLW Braunau ist eine Höhere Lehranstalt für wirtschaftliche Berufe in der Stadtgemeinde Braunau am Inn in Oberösterreich.

## Geschichte
Die HLW Braunau wurde im Jahr 1975 als „HBLA für wirtschaftliche Frauenberufe“ gegründet.

## Ausbildungsmöglichkeiten

### Höhere Lehranstalt
Die 5-jährige Höhere Lehranstalt schließt mit einer Reife- und Diplomprüfung ab. Ab dem Schuljahr 2021/22 werden drei neue Vertiefungen an der HLW Braunau angeboten. Bereits bei der Anmeldung an der Schule entscheidet man sich für eine der folgenden Vertiefungen, die ab dem 1. Jahrgang starten.

#### Digi-Design Academy
Diese Vertiefung folgende Schwerpunkte an Inhalten:
- eTrends: Erforschen aktueller Trends der Informationstechnologie sowie App- und Softwareentwicklung.
- Kommunikationsdesign: Grundlagen visueller Kommunikation und Erstellen von Strategien und Konzepten für Print- und E-Medien.
- Zweite Lebende Fremdsprache: Italienisch oder Französisch

#### Health Academy
Die Health Academy vermittelt Fachwissen aus Psychologie, Ernährung und Naturwissenschaften. Bei Experimenten, Workshops, Exkursionen und Projekten wird das Wissen praktisch vertieft. Als zweite Fremdsprache wird Italienisch oder Französisch angeboten.

#### Language Academy
Die Language Academy bietet die Möglichkeit, das Kommunikationstalent auf Deutsch, Englisch und Spanisch zu fördern. Zweite Fremdsprache ist Spanisch.

#### Frühere schulautonome Vertiefungen
Für diese Vertiefungen konnte man sich bis zum Schuljahr 2020/21 anmelden. Dabei wurde im 2. Jahrgang eine schulautonome Vertiefung für die weiteren Jahre gewählt. Diese Spezialisierung betraf die Jahrgänge 3 bis 5 (Semester 5 – 10).  Es standen dabei Interkulturelles Management (INMA) und Humanmanagement (HUMA) zur Auswahl:

##### Interkulturelles Management (INMA)
- Konversation in mindestens zwei lebenden Fremdsprachen (Englisch, Französisch oder Italienisch)
- Aufbau und Entwicklung interkultureller Kompetenz
- Sprachenswitch in Berufssituationen
- Grundkenntnisse in einer dritten lebenden Fremdsprache (Russisch, Italienisch, Französisch oder Spanisch)
- Vorbereitung auf internationale Zertifikate
- Förderung der Entwicklung zum Europa- und Weltbürger

##### Humanmanagement (HUMA)
- Vermittlung der Grundlagen der Gesundheitspsychologie und betrieblichen Gesundheitsförderung
- Erwerb von Techniken zur Steuerung von Verhalten
- Reflexion und Optimierung des Ernährungsverhaltens
- Vertiefung der Kenntnisse in Pharmakologie, Biotechnologie und alternativen Heilmethoden
- Kritische Auseinandersetzung mit aktuellen ethischen Themen
- Vermittlung von rechtlichen Grundlagen aus den Bereichen Gesundheit und Ethik

### Fachschule für Wirtschaft und Gesundheit
Neben der höheren Lehranstalt besteht die Möglichkeit, eine 2-jährige Fachschule zu besuchen. Das Hauptaugenmerk liegt dabei auf folgenden Punkten:
- Vorbereitung auf Lehrberufe
- Basis für Ausbildungen im Sozial- und Gesundheitsbereich
- Kooperationen mit versch. Unternehmen und dem Tau-Kolleg Braunau
- Grundlage für weitere Qualifizierungen
- Förderung individueller Stärken
- Unterstützung bei Berufswahl und -einstieg
- Berufspraktische Tage

## Schulleitung
- 2002–2018: Astrid Simson[6]
- 2018–2024: Annemarie Berschl
- seit 2024: Stefan Plasser